# Mary Astor
Mary Astor (født Lucile Vasconcellos Langhanke; 3. maj 1906, død 25. september 1987) var en amerikansk skuespiller.
Hun modtog en Oscar for bedste kvindelige birolle for sin indsats som Sandra Kovak i filmen Den store løgn fra 1941.

## Filmografi (udvalg)
- Angreb på Panama (1942)

- Mød mig i St. Louis (1944)

- Many Happy Returns (1945)

- Ørkenbyen (1947)

- Act of Violence (1948)

- Pigebørn (1949)